# فرانكو روميرو
فرانكو روميرو (بالإسبانية: Franco Gastón Romero)‏ هو لاعب كرة قدم أوروغواياني، ولد في 11 فبراير 1995 في مونتفيدو في الأوروغواي. شارك مع منتخب أوروغواي تحت 20 سنة لكرة القدم. أما مع النوادي، فقد لعب مع نادي راسينغ مونتيفيديو.

## وصلات خارجية
- فرانكو روميرو على موقع قاعدة بيانات كرة القدم.إي يو (الإنجليزية)
- فرانكو روميرو على موقع Soccerway.com (الإنجليزية)